# Petr Papoušek (fotbalista)
Petr Papoušek (* 7. května 1977 v Čáslavi) je bývalý český fotbalový záložník.

## Klubová kariéra
V první lize Papoušek debutoval 9. září 1997 v zápase Dukly Příbram proti Teplicím.
Během aktivní kariéry odehrál více než 300 utkání v 1. lize.
Po konci profesionální kariéry hrál za menší týmy, na jaře 2013 například za divizní SK Semily. Vstřelil sedm gólů, Semily však sestoupily. Papoušek se následně přesunul do jiného divizního týmu, a to do FKP Turnov. Tam se setkal se svým někdejším spoluhráčem Tomášem Janů.